# 8e cérémonie des International Film Music Critics Association Awards
La 8e cérémonie des International Film Music Critics Association Awards (IFMCA Awards), décernés par l'International Film Music Critics Association, a lieu en février 2008 et récompense les bandes originales de films et de séries télévisées sortis en 2007.

## Palmarès

### Bande originale de l'année
- Reviens-moi de Dario Marianelli
  - Indiana Jones et le Royaume du crâne de cristal (Indiana Jones and the Kingdom of the Crystal Skull) pour John Williams

### Compositeur de l'année
- Alexandre Desplat

### Meilleur nouveau compositeur
- Ilan Eshkeri

### Meilleure musique d'un film dramatique
- Reviens-moi de Dario Marianelli

### Meilleure musique originale pour un film comique
- Il était une fois d'Alan Menken
  - Tonnerre sous les tropiques (Tropic Thunder) – Theodore Shapiro

### Meilleure musique originale pour un film d'action / aventure
- Indiana Jones et le Royaume du crâne de cristal (Indiana Jones and the Kingdom of the Crystal Skull) pour John Williams

### Meilleure musique d'un film d'aventure/action
- La Vengeance dans la peau de John Powell

### Meilleure musique d'un film fantastique/de science-fiction
- À la croisée des mondes : La Boussole d'or d'Alexandre Desplat

### Meilleure musique d'un film d'horreur/thriller
- Zodiac de David Shire

### Meilleure musique d'un film d'animation
- Ratatouille de Michael Giacchino

### Meilleure musique d'un documentaire
- Un jour sur Terre de George Fenton

### Meilleure musique d'une série télévisée
- Tae Wang Sa Shin Gi: The Story of the Great King and the Four Gods de Joe Hisaishi

### Meilleure musique d'un jeu vidéo ou d'un média interactif
- LAIR de John Debney[1]